# Trị liệu gia đình
Trị liệu gia đình, còn được gọi là trị liệu cặp vợ chồng và gia đình, trị liệu hôn nhân và gia đình, trị liệu hệ thống gia đình và tư vấn gia đình, là một nhánh của tâm lý trị liệu làm việc với các gia đình và các cặp vợ chồng trong mối quan hệ mật thiết để nuôi dưỡng sự thay đổi và phát triển. Nó có xu hướng xem sự thay đổi về hệ thống tương tác giữa các thành viên trong gia đình.
Các trường phái trị liệu gia đình khác nhau đều có chung một niềm tin rằng, bất kể nguồn gốc của vấn đề, và bất kể khách hàng coi đó là vấn đề "cá nhân" hay "gia đình", liên quan đến các gia đình trong các giải pháp thường mang lại lợi ích cho khách hàng. Việc tham gia của các gia đình thường được thực hiện bằng cách tham gia trực tiếp vào các buổi trị liệu. Do đó, các kỹ năng của nhà trị liệu gia đình bao gồm khả năng tác động đến các cuộc trò chuyện theo cách tạo xúc tác cho sức mạnh, trí tuệ và sự hỗ trợ của một hệ thống rộng lớn hơn. 
Trong những năm đầu tiên của lĩnh vực này, nhiều bác sĩ lâm sàng đã định nghĩa gia đình theo cách hẹp, truyền thống, thường bao gồm cha mẹ và con cái. Khi lĩnh vực này phát triển hơn, khái niệm về gia đình thường được định nghĩa nhiều hơn về các vai trò và mối quan hệ lâu dài, hỗ trợ mạnh mẽ giữa những người có thể hoặc không liên quan đến huyết thống hoặc hôn nhân.
Các khung khái niệm được phát triển bởi các nhà trị liệu gia đình, đặc biệt là các nhà lý thuyết hệ thống gia đình, đã được áp dụng cho một loạt các hành vi của con người, bao gồm động lực học của tổ chức và nghiên cứu về sự vĩ đại.